# Княжество Арианити
Княжество Арианити (1432 – 1444) е самостоятелно владение с център Берат, основано от княз Георги Арианит през 1432 г.
Княжеството възниква след разпада на предходното княжество Музаки, вливайки се в състава на известната лежка лига през 1444 г. 